# Заветное желание
«Заве́тное жела́ние» (англ. Wish) —  американский компьютерно-анимационный музыкальный фэнтезийный фильм 2023 года, снятый студией Walt Disney Animation Studios и выпущенный студией Walt Disney Pictures. Он 62-й мультфильм, снятый студией. Режиссёрами выступили Крис Бак и Фон Вирасунторн (в её режиссёрском дебюте), продюсерами — Питер Дель Вечо и Хуан Пабло Рейес Ланкастер-Джонс, сценарий написали Дженнифер Ли и Эллисон Мур по сюжету Ли, Бака, Вирасунторн и Мур. Художественный стиль сочетает в себе компьютерную анимацию с классической акварельной анимацией Disney. Главные роли озвучивали Ариана Дебос, Крис Пайн, Алан Тьюдик, Анжелика Кебрал, Виктор Гарбер, Наташа Ротвелл, Дженнифер Кумияма, Харви Гильен, Эван Питерс, Рами Юссеф и Джон Рудницкий. Сюжет сосредоточен на 17-летней девушке по имени Аша (Дебос) в королевстве Розас, которая страстно умоляет звезды в момент нужды, что приводит её к встрече с живой, волшебной звездой, упавшей с неба, что также привлекает внимание злого правителя Розаса Магнифико (Пайн).
Разработка мультфильма началась в 2018 году, но не была публично раскрыта до января 2022 года, когда выяснилось, что Ли пишет сценарий к оригинальному фильму в Disney Animation. В сентябре 2022 года проект был официально объявлен, а название было раскрыто вместе с участием Дебос и Тьюдика. Бак и Вирасунторн, которые работали с Ли в мультфильме «Холодное сердце» в качестве сорежиссера и художника сюжета, соответственно, были утверждены в качестве режиссёров в том же месяце, а Мур позже была нанята, чтобы присоединиться к Ли в написании сценария. Фильм вдохновлён столетием Disney, которое связывает главную тему в большинстве фильмов Disney — желания, которые сбываются. Кроме того, он был описан как история происхождения звезды желания. Джулия Майклз и Бенджамин Райс написали песни, в то время как частый диснеевский оркестратор Дэйв Мецгер сочинил музыку.
Премьера мультфильма состоялась 8 ноября 2023 года в театре «Эль-Капитан» в Голливуде, Лос-Анджелес, и 22 ноября на остальной территории США. Фильм получил смешанные отзывы от критиков и заработал 240,2 миллионов долларов по всему миру.

## Сюжет
В королевстве Розас, расположенном на Пиренейском полуострове, 17-летняя девушка по имени Аша чувствует в правителе королевства, короле Магнифико, некую тьму, которую не чувствует никто другой. Это приводит к тому, что в трудную минуту она пытается обратиться к звездам со страстной мольбой.
Вскоре с неба появляется настоящая звезда по имени Звезда, которая отвечает на желание Аши. После того как звезда падает с неба, выясняется, что она обладает магической силой и тоже исполняет желания. Вместе Аша и звезда должны преодолеть зло, творящееся в Розасе, и бороться за лучшее будущее, чтобы иметь что-то лучшее, чем то, что они уже имеют, и чтобы все мечты жителей Розаса сбылись.

## Роли озвучивали
- Ариана Дебос — Аша:
Главная героиня фильма, 17-летняя девушка, загадывающая желание для защиты ее королевства от тьмы.[9][11].
- Крис Пайн — Король Магнифико:
Главный антагонист фильма, правитель королевства Розас, являющийся единственным хранителем сотен желаний, доверенных ему людьми со всего мира.[12]
- Алан Тьюдик — Валентино:
Козёл, чьё желание способности к общению сбывается[11].
- Анжелика Кебрал — Амайя:
Правительница королевства Розас, жена Магнифико[11].
- Наташа Ротуэлл — Сакина:
Мама Аши[11].
- Виктор Гарбер — Сабино:
Дедушка Аши, который ждёт, когда исполнится его желание[11].

## Производство
Разработка фильма началась в 2018 году, но он не был публично раскрыт до 21 января 2022 года, когда сообщалось, что Дженнифер Ли напишет сценарий. 9 сентября 2022 года во время презентации D23 Expo Disney Animation объявила название фильма, а также о том, что Крис Бак и Фаун Вирасунторн будут его режиссёрами, а Питер Дель Вечо и Хуан Пабло Рейес — продюсерами. Также было объявлено, что художественный стиль будет сочетать в себе классическую акварельную анимацию и компьютерную, которую компания использует в современный период. Вирасунторн сказала, что она «в восторге от чествования Уолта Диснея этой функцией. Наша команда по искусству и технологиям соберётся вместе, чтобы выяснить, как объединить иллюстрационный образ 20-го века, который вдохновил Уолта [Диснея] с технологией CG, которая у нас есть сейчас».

### Подбор актёров
9 сентября 2022 года во время презентации D23 Expo было объявлено, что Ариана Дебос и Алан Тьюдик будут выбраны на роли Аши и Валентино соответственно. 26 апреля 2023 года на CinemaCon было объявлено, что Крис Пайн был добавлен в актёрский состав, чтобы озвучить короля Магнифико. Ли сказала о Пайне: «Как самый могущественный человек в королевстве, короля Магнифико должен был играть кто-то, кто мог бы придать всё очарование, ум и харизму этому великодушному персонажу, и Крис красиво приносит всё это, а затем некоторые».

## Музыка
В сентябре 2022 года на D23 Expo было объявлено, что Джулии Майклз напишет оригинальные песни к мультфильму. К апрелю 2023 года было подтверждено, что Дэвид Мецгер напишет музыку к фильму, а Бенджамин Райс присоединился к Майклз, чтобы написать песни; Мецгер ранее работал композитором для мультфильмов «Тарзан 2» и «Братец медвежонок 2», а также был дирижёром к мультфильмам «Тарзан», «Холодное сердце» и «Холодное сердце 2». На CinemaCon в апреле Disney показала клип Аши, поющей песню «This Wish», которую журналисты из Deadline Hollywood описали как «очень красивый, мощный гимн».

## Показ
Премьера состоялась 22 ноября 2023 года вместе с короткометражным фильмом «Однажды в студии». 16 февраля 2023 года, после кассовых провалов мультфильмов «Странный мир» и «Базз Лайтер», Disney, как сообщается, рассматривала возможность расширения театральных показов как для «Заветного желания», так и для мультфильма «Элементарно» в надежде вернуть семьи в кинотеатры. 15 июня 2023 года на Международном фестивале анимационных фильмов в Анси было показано двадцать минут видеоматериалов из фильма.
В июле 2023 года сообщалось, что Disney рассматривает возможность переноса некоторых своих проектов 2023 года, включая «Заветное желание», из-за текущих голливудских забастовок, запрещающих продвигать их.

### Маркетинг
Lego выпустит три комплекта, основанные на сценах из фильма, которые должны выйти 1 октября 2023 года.